# Devin Kelley
Devin Kelley é uma atriz estadunidense. Atualmente está interpretando Maggie Langston na série da ABC,  Resurrection e também co-estrelou a série da Fox The Chicago Code.

## Infância
Kelley nasceu e foi criada em Saint Paul (Minnesota), apesar de ter passado quatro anos com sua família em Bruxelas, Bélgica, onde estudou no jardim de infância. Ela tem  um irmão chamado Ryan, e uma irmã chamada Lauren. Após se formar no Colégio Eastview, no subúrbio de Apple Valley, Minnesota em 2004, Kelley se mudou para Los Angeles para frequentar a USC School of Dramatic Arts.

## Carreira
Após sua graduação, Kelley foi aceita no Williamstown Theatre Festival, do Williams College. Seu primeiro papel foi na série The Chicago Code, quando ela se preparava conversando com policiais mulheres, indo em passeios com policias de Chicago, e visitou um campo de tiro e o necrotério de Cook County Morgue. Ela também fez o papel principal no filme de suspense Chernobyl Diaries, e teve um papel recorrente na série Covert Affairs.Em 2013, Kelley foi escolhida para ser a Dra. Maggie Langston em Resurrection.

## Filmografia

### Filmes
| Ano  | Título            | Papel         | Notas          |
| ---- | ----------------- | ------------- | -------------- |
| 2005 | Les Ours          | Chrysanthemum | Curta-metragem |
| 2008 | The Roommate      | Susan         | Curta-metragem |
| 2009 | Refrigerator      | Marion        | Curta-metragem |
| 2012 | Chernobyl Diaries | Amanda        |                |
| 2013 | Turtle Island     | Daisy         |                |
| 2014 | Anchors           | Julia         |                |

### Televisão
| Ano        | Título           | Papel                | Notas                         |
| ---------- | ---------------- | -------------------- | ----------------------------- |
| 2009       | Tease            | Kat                  | 3 episódios                   |
| 2011       | The Chicago Code | Vonda Wysocki        | 13 episódios                  |
| 2011–2012  | Covert Affairs   | Parker Rowland       | 6 episódios                   |
| 2013-2014  | Resurrection     | Dra. Maggie Langston | Papel principal, 21 episódios |
| 2019- 2020 | 911              | Shannon Diaz         | Papel recorrente              |